# Anaea aidea
Espèce
Anaea aidea ou Anaea troglodyta aidea est une  sous-espèce d'insecte lépidoptère de la famille des Nymphalidae, de la sous-famille des Charaxinae, du genre Anaea et de l'espèce Anaea troglodyta.

## Dénomination
Anaea aidea a été décrit par Félix Édouard Guérin-Méneville en 1844.
Synonymes : Paphia morrisonii Edwards, 1883; Anaea troglodya appiciata Röber, 1918; Anaea aidea; Anaea troglodyta aidea.

### Noms vernaculaires
Anaea aidea se nomme Tropical Leafwing en anglais.

## Description
Anaea aidea est un papillon d'une envergure de 57 mm à 78 mm aux ailes antérieures à apex point et bord externe concave et aux ailes postérieures porteuses d'une queue en massue. Il existe deux formes une de la saison sèche et une de la saison humide avec un dessus orange et un revers qui simule une feuille morte.

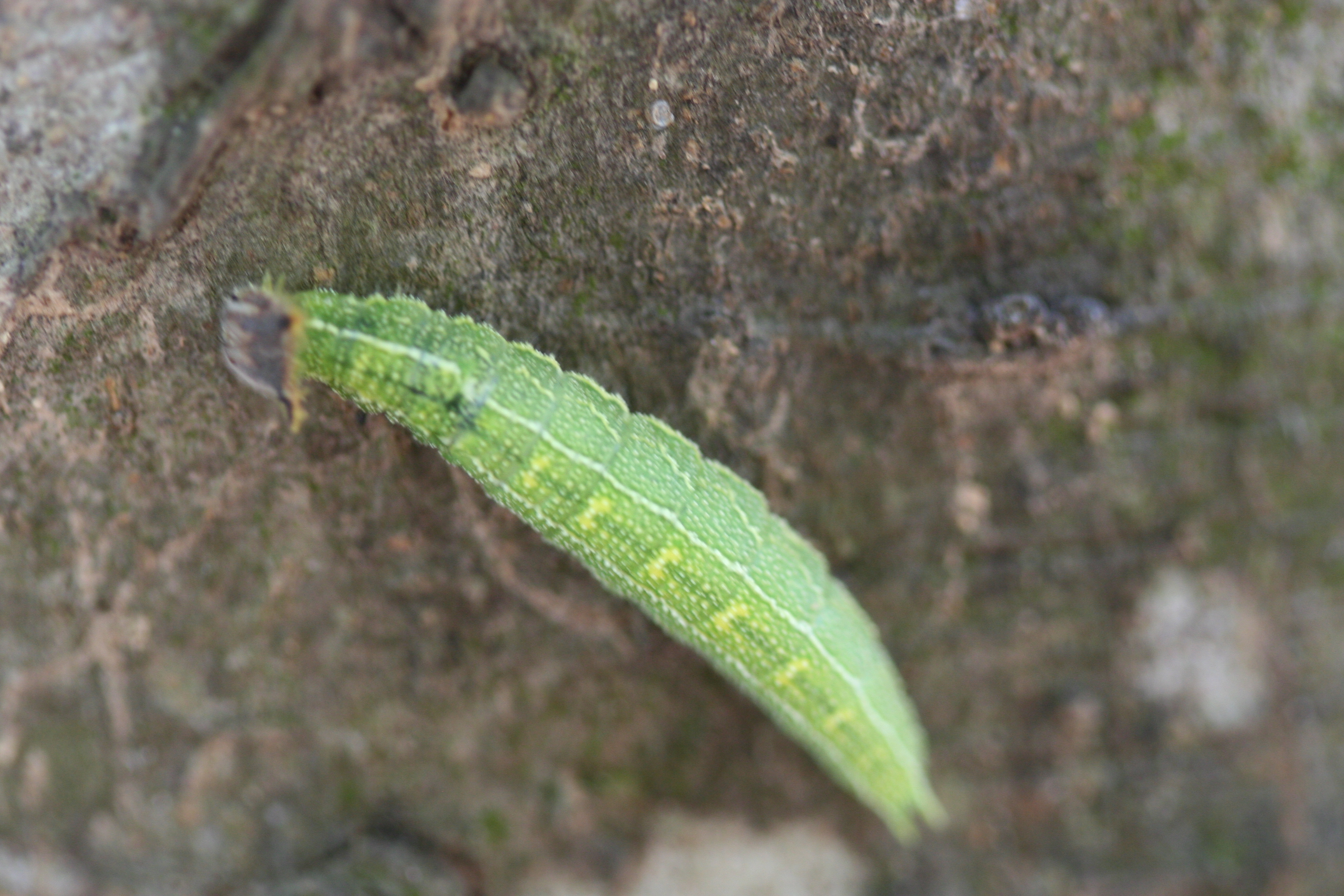
Chenille
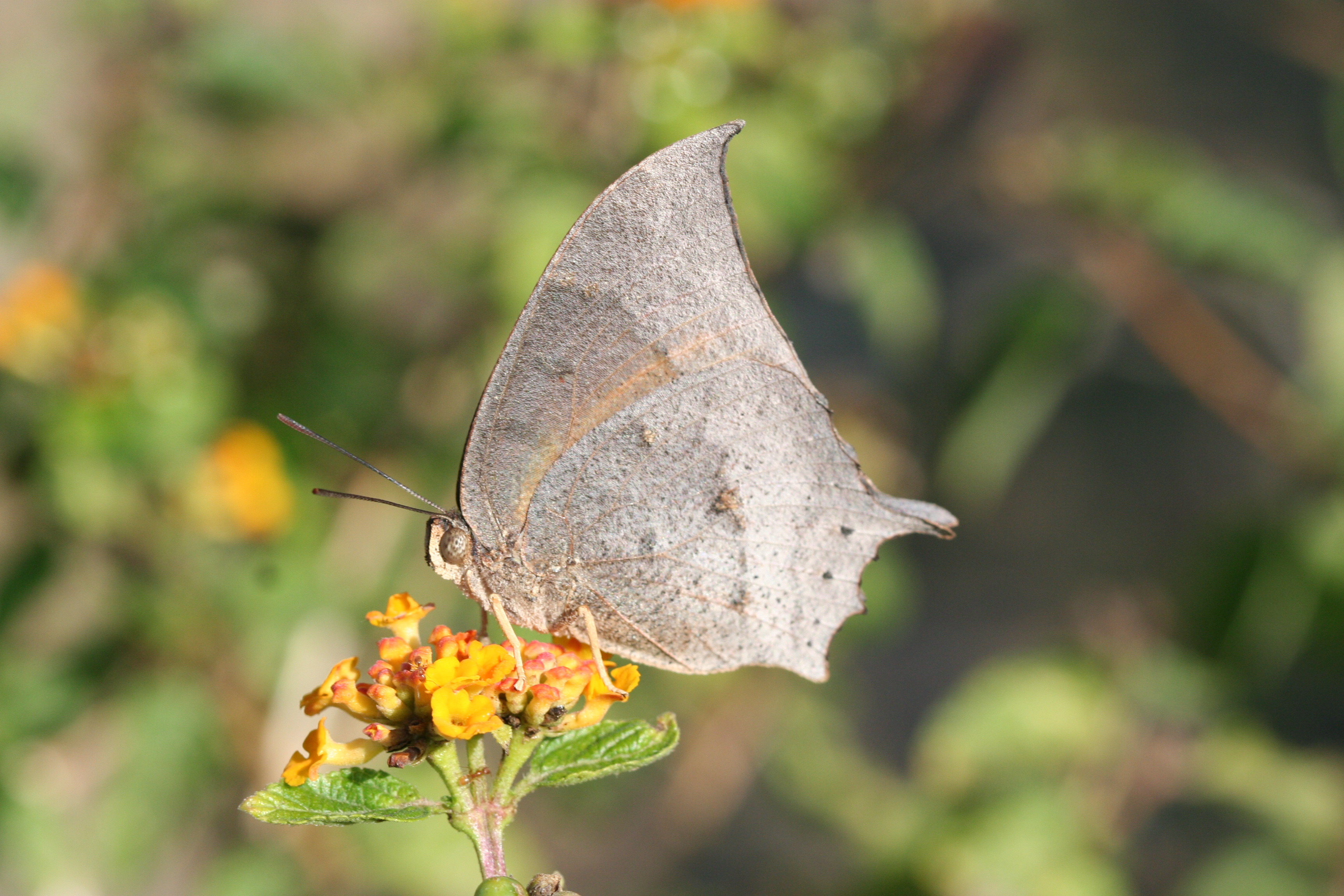
Vue ventrale

## Biologie
La forme de la saison sèche vole de septembre à avril, celle de la saison humide d'avril à septembre.

### Plantes hôtes
La plante-hôte de sa chenille est Acalypha macrostachya.

## Écologie et distribution
Il est présent au Mexique et au Guatemala et occasionnellement en Arizona, au Kansas et dans le sud du Texas et de la Californie,.

### Biotope
Anaea aidea réside sur les lisières de la forêt tropicale et les berges des rivières.

### Protection
Pas de statut de protection particulier.